# Karnobat

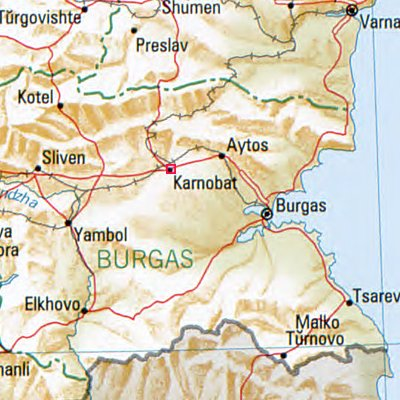
Karnobat (rotes Viereck) – Bulgarien – Nachbarorte: Ajtos, Burgas, Jambol, Sliwen, Kotel, Preslaw, Elchowo, Malko Tarnowo

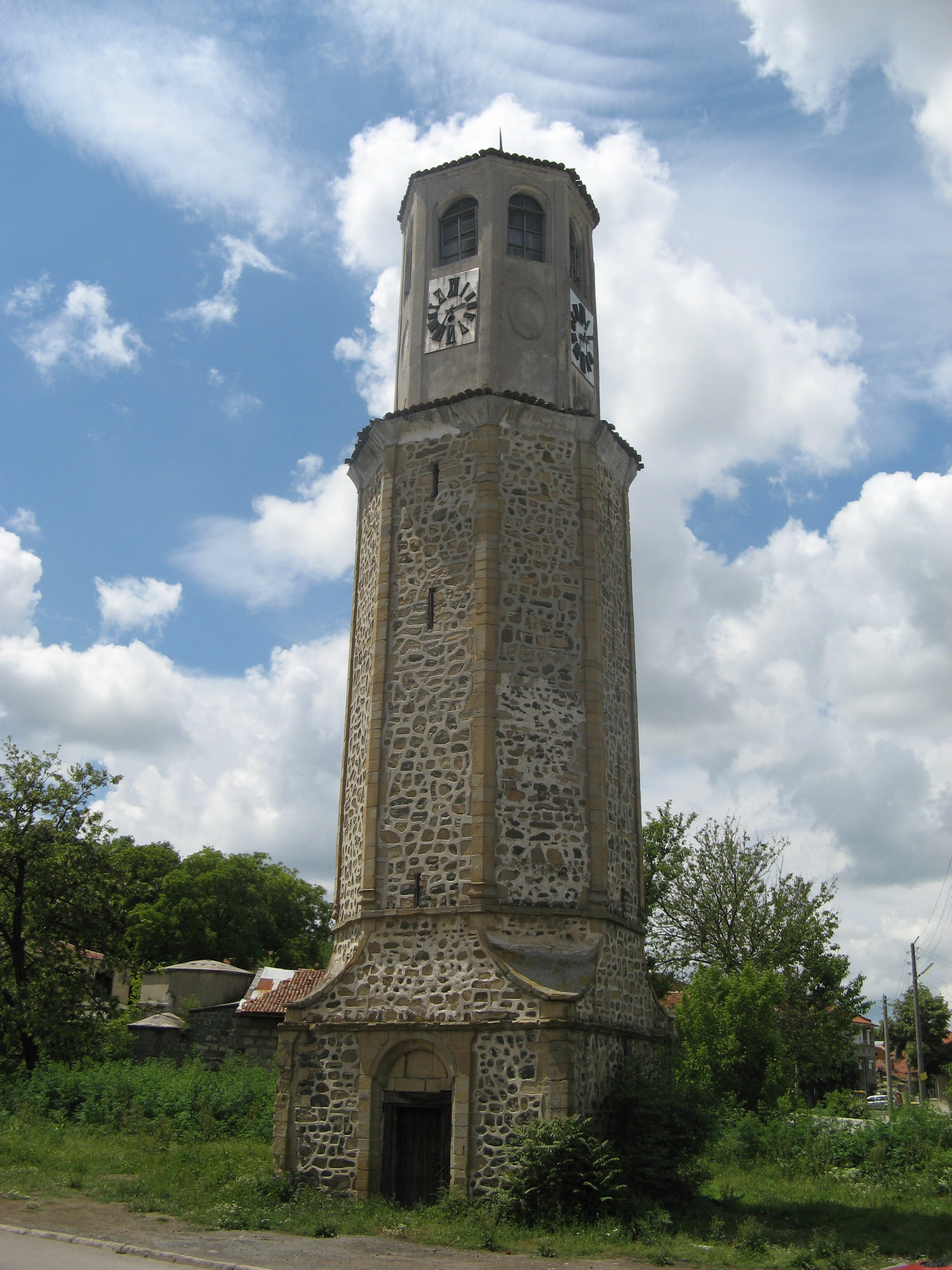
Der Uhrturm von Karnobat

Karnobat [kɐrnoˈbat] (bulg. Карнобат) ist eine Stadt in Südostbulgarien und liegt in der Oberthrakischen Ebene. Die Stadt liegt in der Oblast Burgas und ist das Verwaltungszentrum der gleichnamigen Gemeinde Karnobat. Zu den Städten Burgas (56 km), Sliwen und Jambol ist die Entfernung etwa gleich weit. Karnobat ist die drittgrößte Stadt der Oblast Burgas – nach Burgas und Ajtos.

## Lage
Karnobat liegt im östlichen Teil der Thrakischen Ebene, in einem Talkessel südlich des Balkangebirges. Südwestlich von Karnbat erstrecken sich die Bakaschizite-Erhebungen, welche die Burgasebene im Westen begrenzen.

## Wirtschaft
Die Europastraße 773, die Sofia und Burgas verbindet, führt durch die Stadt. Eine Abzweigung führt nach Schumen. Südwestlich von Karnobat mündet die Autobahn A1 in der E 773. Karnobat ist ein wichtiger Eisenbahnknoten, in dem aus der Bahnstrecke Plowdiw–Burgas die Bahnstrecke Karnobat–Warna feribotna abzweigt.
In der Stadt gibt es ein Landwirtschaftsinstitut.

## Geschichte

### Markeli
Die mittelalterliche Festung Markeli (bulg. Маркели) bei der Siedlung Markeli liegt 7,6 km westlich von Karnobat und stammt aus dem 7.–11. Jahrhundert. In der zweiten Hälfte des 8. Jahrhunderts bis zum Anfang des 9. Jahrhunderts war sie ein Knotenpunkt der bulgarisch-byzantinischen Beziehungen in politischer und militärischer Hinsicht. Sie sicherte einer Abzweigung der Via Militaris in nordöstlicher Richtung über die Gebirgspässe Eingänge der Warbiza und Rischki zur Donau und östlicher Richtung zur Via Pontica.
Am 20. Juli 792 gewann Khan Kardam (Regierungszeit 777–802) bei Markeli die entscheidende Schlacht von Marcellae am Ende der ersten Byzantinisch-bulgarische Kriege.
Bis zur zweiten Hälfte des 8. Jahrhunderts war Markeli ein bedeutender Bischofssitz.
Nach den Siegen von Khan Krum wurde die byzantinische Stadt Markeli zum größten bulgarischen Militärlager südlich des Balkangebirges im östlichen Teil der Thrakischen Ebene. Sie sollte die Zugänge zu den Gebirgspässen, die den kürzesten Weg über das Gebirge darstellen, und die bulgarische Hauptstadt nördlich des Gebirges schützen. Es wurden gewaltige Schanzarbeiten durchgeführt (Erdwälle, Gräben), die heute die besterhaltenen und größten der Balkanhalbinsel sind.

### Osmanische und neuere Zeit
Historische Quellen zeugen davon, dass die Stadt seit dem 15. Jahrhundert immer ein Verwaltungszentrum war, ein Wirtschafts- und Handelszentrum mit einer jährlich stattfindenden Messe.
Sie wird in den Quellen unter verschiedenen Namen erwähnt: Karinowasa (bulg. Кариноваса), Karinabad (Каринабад) und Karnowo (Карново). Während der Periode der Bulgarischen Wiedergeburt war die Stadt ein Zentrum der „kulturellen Aufklärung“. Die Stadt hat in dieser Periode einen wesentlichen Beitrag im Kampf gegen die Vorherrschaft der griechisch-orthodoxen Kirche geleistet. In den 1860er Jahren haben die Bürger Karnobats die griechischen Kirchenoberen aus der Stadt gejagt und damit den griechischen Einfluss endgültig unterbunden (s. hierzu Bulgarisches Exarchat).
Während des Russisch-Türkischen Krieges (1877–1878) wurde die Region Opfer von marodierenden türkischen Freischärlern (Başı Bozuk) und Tscherkessen. Am 24. Januar 1878 endete die 500-jährige türkische Herrschaft über die Stadt.
Die Stadt ist seit 2005 Namensgeber für den Karnobat-Pass, einen Gebirgspass auf der Livingston-Insel in der Antarktis.

## Sehenswürdigkeiten
- die Kirche Sweti Joan Bogoslow (bulg. Свети Йоан Богослов) erbaut 1878 vom Baumeister Gentscho Kalew – eine noch ältere Kirche wurde hier am 1. Januar 1878 von den Türken niedergebrannt. Die Ikonostase wurde von Meistern der Debar Schule geschnitzt
- der Uhrenturm, erbaut 1874 als Symbol für den wirtschaftlichen Wohlstand während der bulgarischen Wiedergeburtszeit
- das Sinabey Haman (Orientalisches Bad) in der Altstadt, erbaut im 15. Jahrhundert, eines der am besten erhaltenen seiner Art in Südbulgarien,
- die Schwarze Moschee (bulg. Черната джамия), erbaut 1821,
- der jüdische Friedhof